# رضا تقی‌زاده
محمدرضا تقی‌زاده تحلیل‌گر سیاسی و دانشگاهی ایرانی مقیم اسکاتلند است. تقی‌زاده در سال ۱۹۹۳ پی‌اچ‌دی علوم سیاسی را از دانشگاه گلاسگو دریافت کرد و سابقاً در این دانشگاه استاد علوم سیاسی بوده است. حوزه تخصصی او ایران و خاورمیانه است. تقی‌زاده به عنوان مفسر سیاسی در رسانه‌های گوناگون بین‌المللی از جمله رادیو فردا، العربیه، و ایران اینترنشنال حضور یافته است. تقی‌زاده عضو شورای کارشناسان خبرگزاری ترند است.
تقی‌زاده در زمان انقلاب اسلامی ۱۳۵۷، ۲۹ ساله و مدیرکل دفتر مخصوص شهبانو در ایران بود.